# アレーニア・アエルマッキ
アレーニア・アエルマッキ (Alenia Aermacchi) は、イタリアの航空機メーカー。レオナルド S.p.Aの子会社である。オフィスと工場はヴェネゴーノ・スペリオーレ、ヴァレーゼ、トリノ県サン・マウリーツィオ・カナヴェーゼのトリノ空港、ナポリ県ポミリアーノ・ダルコに位置する。MB-326やMB-339をはじめ、最新型のM-346や、前身のアレーニア・アエロナウティカとアエルマッキがブラジルのエンブラエルと2ヶ国3社で共同開発したAMX軽攻撃機・練習機など、練習目的や戦術支援目的航空機の生産能力に長けている。
現在ではエアバス A330、A318、A319、A320、A321、新鋭機A380旅客機用やビジネスジェットのダッソー ファルコン 900、2000、F7X用エンジンナセルの開発・生産も受け持つ。

## 歴史
アレーニア・アエルマッキは2012年1月、アレーニア・アエロナウティカとその子会社であるアエルマッキ、アレーニアSIAを統合して設立された。アレーニア・アエロナウティカは1990年にアエリタリアとセレーニアが統合して設立されている。1997年にはSIAI-マルケッティと合併、練習機とその発展型などの異なる形式の航空機を生産を担っている。
AMXのほか、G.222、C-27J スパルタン、パナヴィア・トーネード戦闘機、ユーロファイター タイフーンなど、さまざまな国際共同開発・生産計画にも参加した。
また、M-346高等練習機の開発も、当初は旧ソビエト連邦のヤコヴレフ設計局との共同プロジェクトとしてスタートした。のちに共同開発計画は解消され、ソ連崩壊後のロシア側で完成したのがYak-130練習機である。
2016年1月1日から、アレーニア・アエルマッキはレオナルド・フィンメッカニカ（現・レオナルド S.p.A）の航空機部門となった。

## 軍用訓練機

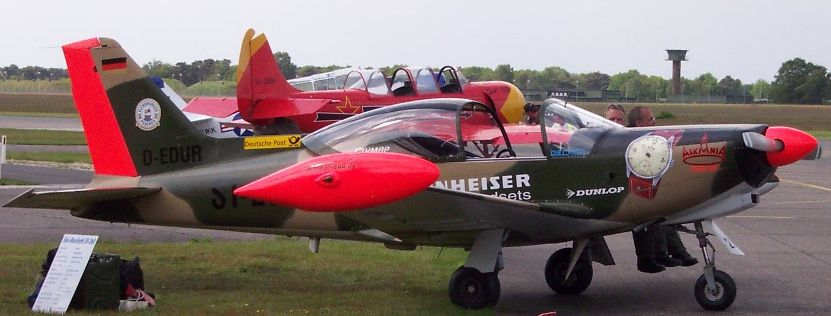
アエルマッキ・SF-260

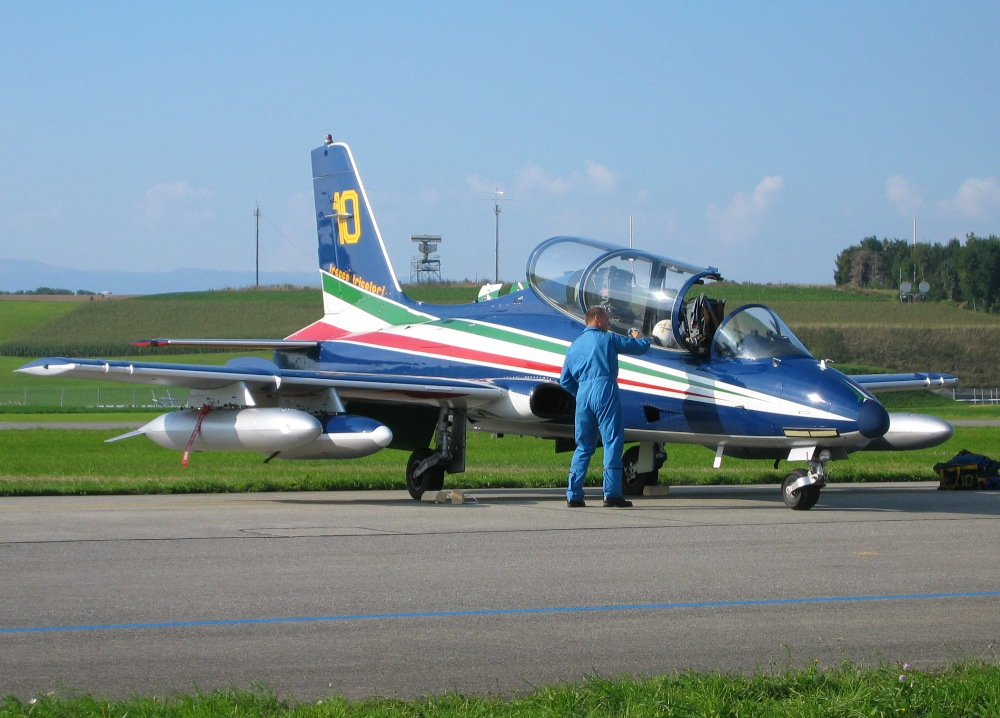
フレッチェ・トリコローリ MB-339A/PAN

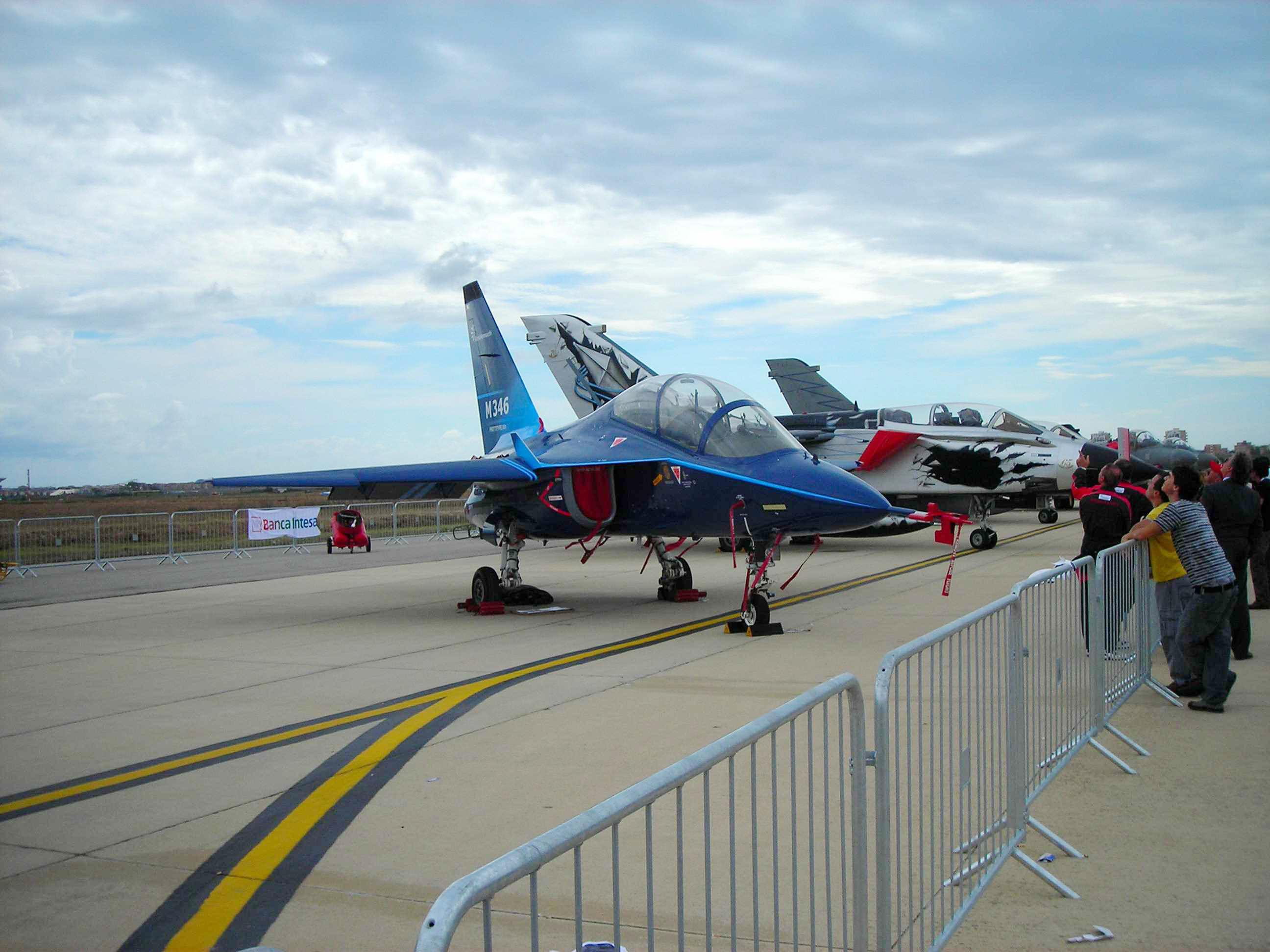
アエルマッキ・M-346

創業以来軍用訓練機の設計と生産がアレーニア・アエルマッキのコアビジネスである。

### 生産機種
- SF-260：レシプロエンジンまたはターボプロップエンジンを搭載した練習機。
- MB-326：ターボジェットエンジンを搭載した練習機および軽攻撃機。
- MB-339CD：ターボジェットエンジンを搭載した高等練習機、軽攻撃機。MB-326後期型から派生した、同機の後継機。
- M-345（旧称M-311）：ターボファンエンジンを搭載した練習機。もとはSIAI-マルケッティ社のS-211であり、同社を買収したアエルマッキ社が近代化改修した機体。
- M-346：ターボファンエンジン双発の、新世代型の高等練習機、軽攻撃機。

## 他社との共同開発
アレーニア・アエルマッキは以下の国際共同開発プログラムに参加した：
- AMXプログラム：

AMXプログラムはアエルマッキとアエリタリア、ブラジルのエンブラエルによる共同開発プログラムとしてスタートした。アエルマッキは全体の24%を担当し、胴体前部、後部セクション、アビオニクス機器の開発製造を受け持った。イタリア空軍は寿命更新プログラムによって機体能力のグレードアップを要求している。
- パナヴィア・トーネードプログラム：

アレーニア・アエルマッキはウィングパイロンとウィングチップ、フラップを設計、製造する。それはプログラム全体の5%に当たる。
- ユーロファイタープログラム：

ユーロファイタープログラムでは全体の4%を担当し、ウィングパイロン、ツインミサイル、ツインキャリアー、ECMポッド、炭素ファイバー製構造物およびチタン製エンジンカウリングを設計、開発する。
- C-27Jプログラム：

G-222輸送機開発プログラムに参加した後、アエルマッキは新型輸送機のC-27J スパルタン開発プログラムに参加し、外翼部の製造を担当する。

## 民間機プログラム
1990年代半ばから、アレーニア・アエルマッキは民間航空機に対するエンジンナセル供給プログラムに参画している。そのプログラムではエンジンナセルの冷却部品、インレット、ファンカウル、エンジンへのシステムインターフェースを開発している。同社は1999年にユレル・デュボワ（現在はスネクマ・グループのユレル・ヒスパノ）と合弁事業を始めた。ユレル社はスラスト・リバーサーの開発と製造を専門とし、アエルマッキは最大100席の航空機に装着するナセル開発の全責任を得た。